# Ward Jackson
Ward Jackson – szkuner brytyjski, zwodowany w 1854 roku dla Ralph Ward Jackson & R Watson, którym w 1863 polscy emigranci usiłowali przemycić broń dla powstańców styczniowych na Litwie.
„Ward Jackson” został zwodowany w maju 1854 w stoczni William Denny and Brothers w Dumbarton dla Ralph Ward Jackson & R Watson (port macierzysty Hartlepool). Był to szkuner o konstrukcji żelaznej, sześciu grodziach wodoszczelnych, długości 53,8 m, szerokości 7,38 m i zanurzeniu 4,33 m, pojemności 482 BRT i 339 NRT. Wyposażony był w pomocniczą, dwucylindrową maszynę parową o mocy 85 KM i pojedynczą śrubę. Pod koniec lat 60. lub na początku 70. XIX wieku statek został przebudowany: długość wzrosła do 63,44 m, szerokość – 7,77 m, zanurzenie – 4,23 m,  pojemność netto 478, a brutto do 577 ton rejestrowych; statek posiadał pokład główny i spardek, a moc maszyny została określona na 90 KM.
Szczątkowy opis tego parowca znajduje się też we wspomnieniach Teofila Łapińskiego. Stwierdził on tam, że statek był prawie nowy, mocno zbudowany i mógł płynąć z maksymalną prędkością 13 węzłów. Był to statek pasażerski, posiadał porządne kajuty dla 54 osób, oraz mógł pomieścić około 300 pasażerów pokładowych. Liczba ta jednak się zmniejszała, gdy ładowano na statek większy zapas węgla.
Statek, pierwotnie przeznaczony do obsługi linii West Hartlepool - Hamburg, w 1856 przejęło towarzystwo West Hartlepool Steam Navigation Co. W 1857 statek był naprawiany po uszkodzeniach; powtórny remont przeszedł w 1861. W 1863 szkuner zmieniał właścicieli czterokrotnie, najpierw kupiła go firma Williams & Giles, następnie J. C. Lencke z Niemiec, w lipcu – W. Bennett i wreszcie Leng & Curtis. W tym też roku dwukrotnie zmieniał nazwę – najpierw na „Hamburg”, a następnie na „May Queen”. Rok później kupili go John Pile & Joseph Spence (West Hartlepool Steam Navigation Co.), by w 1866 sprzedać C. D. Barkerowi z Newcastle-on-Tyne, który w 1867 odsprzedał go Jamesowi Parkowi z Londynu. W 1869 nabył go Thomas H. Pile, a portem macierzystym jednostki został Londyn. Pod flagą tego armatora statek wyszedł w kwietniu 1874 w rejs z ładunkiem węgla z Shields do Cartageny i zaginął bez śladu.

## Powstańcza ekspedycja z 1863
Statek został w marcu wyczarterowany przez emigrację polską, by przetransportować do Polski z Anglii ładunek broni i oddział ochotników z pomocą powstańcom styczniowym. Kapitanem statku był podówczas Robert Weatherley, całą ekspedycją dowodził Teofil Łapiński, oficer o dużym doświadczeniu lądowym, ale żadnym morskim, a na dokładkę słaby konspirator. O zakupach broni i gromadzeniu oddziału dowiedzieli się Rosjanie, którzy wysłali do Londynu okręt wojenny i zaalarmowali władze brytyjskie.
„Ward Jackson” opuścił jednak port londyński, mimo próby zajęcia go przez celników (strażników, którzy go mieli pilnować zabrano ze sobą i wysadzono przy samym ujściu Tamizy, w Southend). W pościg zanim udała się rosyjska korweta, ale wyruszyła z opóźnieniem spowodowanym sabotażem jej kotłów parowych. (Korweta mogła płynąć z prędkością maksymalną 14 węzłów). Jednak wobec wcześniejszego stajania lodów, Rosjanie wysłali także na Bałtyk okręty wojenne, by przechwycić parowiec. Dlatego kpt. Weatherley zawinął do Kopenhagi, gdzie ostatecznie opuścił statek i wrócił do Anglii. Powstańcy przepłynęli z wynajętą lokalnie załogą do Malmö. Dopóki „Ward Jackson” stał na redzie, władze szwedzkie go tolerowały, ale gdy wszedł do portu, zarekwirowały znajdującą się na nim broń, amunicję i materiały wybuchowe - de facto powstańcy stracili całe wyposażenie. Ostatecznie z początkiem czerwca, zbyt już znany wrogim obserwatorom „Ward Jackson”, został odesłany do Wielkiej Brytanii, a oddział powstańczy próbował dokonać desantu z pokładu szkunera „Emilie”.
Po powrocie do kraju, Robert Weatherley zapłacił za wypłynięcie bez ważnych dokumentów celnych grzywnę 50 funtów i 10 funtów na pokrycie kosztów administracyjnych.